# Ernest Mottard
Ernest Mottard (Grâce-Hollogne, 22 marzo 1902 – Grâce-Hollogne, 30 dicembre 1949) è stato un ciclista su strada belga, professionista dal 1928 al 1936.

## Carriera
Corridore adatto alle corse di un giorno, riuscì in carriera ad imporsi in 1 Liegi-Bastogne-Liegi ed in un Giro delle Fiandre Indipendenti.

## Palmarès

### Strada
- 1928 (tre vittorie)

Liegi-Bastogne-Liegi
Giro delle Fiandre Indipendenti
Bruxelles-Luxembourg-Mondorf
- 1930 (una vittoria)

Parigi-Bruxelles
- 1931 (una vittoria)

3ª tappa Giro del Belgio (Lussemburgo > Namur)

## Piazzamenti

### Grandi giri
- Tour de France

1930: ritirato (3ª tappa)

### Classiche monumento
- Liegi-Bastogne-Liegi

1928: vincitore